# سیل ۱۳۹۰ مارون
سیل ۱۳۹۰ مارون در روز ۲۹ آبان بر اثر بارندگی و انسداد مسیر توسط پالایشگاه بیدبلند و پادگان بخردیان و طغیان رود مارون جاری شد و منطقه بهمئی استان کهگیلویه و بویراحمد و شهر بهبهان خوزستان را سیلاب فرا گرفت.

## انسداد راه
سیلاب و بارندگی به جاده بهبهان - رامهرمز آسیب جدی وارد کرد و سبب انسداد آن شد.

## تلفات و خسارت
سیلاب در استان کهگیلویه بویراحمد تلفاتی نداشت ولی در شهر بهبهان ۱۳ نفر طعمه سیلاب شدند. سیلاب ۷ میلیارد ۵۰۰ تومان به بخش لنده کهگیلویه وارد کرد و ۵۵ میلیارد تومان به بهبهان خسارت وارد کرد.